# Portas (álbum de Marisa Monte)
Portas é o nono álbum de estúdio da cantora e compositora carioca Marisa Monte. Após um hiato solo de mais de dez anos, a musicista retorna com o seu novo trabalho, lançado em 1° de julho de 2021 por intermédio de seu selo Phonomotor e da Sony Music.
O disco foi produzido pela própria artista, com exceção das faixas "Portas" e "Calma", que foram co-produzidas com Arto Lindsay, e "Espaçonaves", produzida por Marcelo Camelo.
Em 13 de outubro de 2021, Portas foi relançado juntamente com o terceiro single do disco, "Vento Sardo", uma parceria em composição e voz com Jorge Drexler.
Em 20 de maio de 2022, o disco foi novamente relançado, contando com o lançamento de uma décima oitava faixa, "Feliz, Alegre e Forte". Para promover o disco, a cantora embarcou na Portas Tour com datas entre 2022 e 2023.

## Lista de faixas
| N.º            | Título                                                | Compositor(es)                               | Duração |  |
| 1.             | "Portas"                                              | Marisa Monte, Arnaldo Antunes, Dadi Carvalho | 2:42    |  |
| 2.             | "Calma"                                               | Monte, Chico Brown                           | 3:06    |  |
| 3.             | "Déjà Vu"                                             | Monte, Brown                                 | 3:07    |  |
| 4.             | "Quanto Tempo"                                        | Monte, Pretinho da Serrinha, Pedro Baby      | 2:34    |  |
| 5.             | "Medo do Perigo"                                      | Monte, Brown                                 | 2:57    |  |
| 6.             | "A Língua dos Animais"                                | Arnaldo Antunes, Monte, Carvalho             | 3:49    |  |
| 7.             | "Praia Vermelha"                                      | Monte, Nando Reis                            | 3:05    |  |
| 8.             | "Totalmente Seu"                                      | Monte, Silva, Lucio Silva                    | 2:12    |  |
| 9.             | "Em Qualquer Tom"                                     | Monte, Brown                                 | 2:22    |  |
| 10.            | "Espaçonaves"                                         | Marcelo Camelo                               | 2:39    |  |
| 11.            | "Fazendo Cena"                                        | Monte, Brown                                 | 3:11    |  |
| 12.            | "Sal"                                                 | Monte, Camelo                                | 2:51    |  |
| 13.            | "Vagalumes"                                           | Monte, Antunes                               | 2:18    |  |
| 14.            | "Elegante Amanhecer"                                  | Monte, da Serrinha                           | 3:40    |  |
| 15.            | "Você Não Liga"                                       | Monte, Camelo                                | 4:02    |  |
| 16.            | "Pra Melhorar" (com participação de Seu Jorge e Flor) | Monte, Seu Jorge, Flor                       | 4:16    |  |
| Duração total: | Duração total:                                        | Duração total:                               | 48:58   |  |

| Relançamento com faixa bônus |                                                       |                          |         |  |
| N.º                          | Título                                                | Compositor(es)           | Duração |  |
| 1.                           | "Portas"                                              | Monte, Antunes, Carvalho | 2:42    |  |
| 2.                           | "Calma"                                               | Monte, Brown             | 3:06    |  |
| 3.                           | "Déjà Vu"                                             | Monte, Brown             | 3:07    |  |
| 4.                           | "Quanto Tempo"                                        | Monte, da Serrinha, Baby | 2:34    |  |
| 5.                           | "Medo do Perigo"                                      | Monte, Brown             | 2:57    |  |
| 6.                           | "A Língua dos Animais"                                | Antunes, Monte, Carvalho | 3:49    |  |
| 7.                           | "Praia Vermelha"                                      | Monte, Reis              | 3:05    |  |
| 8.                           | "Totalmente Seu"                                      | Monte, Silva, Silva      | 2:12    |  |
| 9.                           | "Em Qualquer Tom"                                     | Monte, Brown             | 2:22    |  |
| 10.                          | "Espaçonaves"                                         | Camelo                   | 2:39    |  |
| 11.                          | "Fazendo Cena"                                        | Monte, Brown             | 3:11    |  |
| 12.                          | "Sal"                                                 | Monte, Camelo            | 2:51    |  |
| 13.                          | "Vagalumes"                                           | Monte, Antunes           | 2:18    |  |
| 14.                          | "Vento Sardo" (com participação de Jorge Drexler)     | Monte, Jorge Drexler     | 4:15    |  |
| 15.                          | "Elegante Amanhecer"                                  | Monte, da Serrinha       | 3:40    |  |
| 16.                          | "Você Não Liga"                                       | Monte, Camelo            | 4:02    |  |
| 17.                          | "Pra Melhorar" (com participação de Seu Jorge e Flor) | Monte, Jorge, Flor       | 4:16    |  |
| Duração total:               | Duração total:                                        | Duração total:           | 53:14   |  |

| Relançamento de maio de 2022 | |                                 |         |  |
| N.º                          | Título | Compositor(es)                  | Duração |  |
| 1.                           | "Portas" | Monte, Antunes, Carvalho        | 2:42    |  |
| 2.                           | "Calma" | Monte, Brown                    | 3:06    |  |
| 3.                           | "Déjà Vu" | Monte, Brown                    | 3:07    |  |
| 4.                           | "Quanto Tempo" | Monte, da Serrinha, Baby        | 2:34    |  |
| 5.                           | "Medo do Perigo" | Monte, Brown                    | 2:57    |  |
| 6.                           | "A Língua dos Animais"                                                                                                 | Antunes, Monte, Carvalho        | 3:49    |  |
| 7.                           | "Praia Vermelha" | Monte, Reis                     | 3:05    |  |
| 8.                           | "Totalmente Seu" | Monte, Silva, Silva             | 2:12    |  |
| 9.                           | "Em Qualquer Tom" | Monte, Brown                    | 2:22    |  |
| 10.                          | "Espaçonaves" | Camelo                          | 2:39    |  |
| 11.                          | "Fazendo Cena" | Monte, Brown                    | 3:11    |  |
| 12.                          | "Sal" | Monte, Camelo                   | 2:51    |  |
| 13.                          | "Vagalumes" | Monte, Antunes                  | 2:18    |  |
| 14.                          | "Vento Sardo" (com participação de Jorge Drexler)                                                                      | Monte, Jorge Drexler            | 4:15    |  |
| 15.                          | "Elegante Amanhecer"                                                                                                   | Monte, da Serrinha              | 3:40    |  |
| 16.                          | "Você Não Liga" | Monte, Camelo                   | 4:02    |  |
| 17.                          | "Pra Melhorar" (com participação de Seu Jorge e Flor)                                                                  | Monte, Jorge, Flor              | 4:16    |  |
| 18.                          | "Feliz, Alegre e Forte" (com participação de Seu Jorge, Carlinhos Brown, Dadi Carvalho e Pretinho da Serrinha no coro) | Monte, da Serrinha, Rachell Luz | 2:56    |  |
| Duração total:               | Duração total: | Duração total:                  | 56:10   |  |

## Singles e canções promocionais
Singles
| Música                                       | Lançamento            |
| -------------------------------------------- | --------------------- |
| Calma                                        | 10 de junho de 2021   |
| A Língua dos Animais                         | 25 de agosto de 2021  |
| Vento Sardo (com Jorge Drexler)              | 14 de outubro de 2021 |
| Pra Melhorar (com Seu Jorge e Flor de Maria) | 9 de março de 2022    |
| Feliz, Alegre e Forte                        | 20 de maio de 2021    |

Clipes musicais
| Nome                                         | Lançamento            | Mídia                      |
| -------------------------------------------- | --------------------- | -------------------------- |
| Calma                                        | 10 de junho de 2022   | YouTube oficial da artista |
| Portas                                       | 4 de julho de 2022    | YouTube oficial da artista |
| A Língua dos Animais                         | 25 de agosto de 2022  | YouTube oficial da artista |
| Vento Sardo (com Jorge Drexler)              | 14 de outubro de 2022 | YouTube oficial da artista |
| Pra Melhorar (com Seu Jorge e Flor de Maria) | 9 de março de 2022    | YouTube oficial da artista |

## Uso em outras mídias
- "Totalmente seu", apesar de não ser single, foi usada na trilha sonora da telenovela Cara e Coragem, exibida pela Rede Globo em 2022.

## Crítica profissional
| Críticas profissionais | Críticas profissionais |
| Avaliações da crítica  | Avaliações da crítica  |
| Fonte                  | Avaliação              |
| ---------------------- | ---------------------- |
| AllMusic               | [ 13 ]                 |
| G1                     | [ 8 ]                  |
| Folha de S.Paulo       | [ 14 ]                 |
| B9                     | [ 15 ]                 |

Portas foi aclamado por parte da crítica especializada em música contemporânea, os quais enfatizaram a qualidade técnica e artística do disco, assim como os vocais de Marisa.

## Prêmios e indicações
| Ano  | Prêmio                                | Categoria                                    | Resultado | Ref.          |
| ---- | ------------------------------------- | -------------------------------------------- | --------- | ------------- |
| 2021 | AllMusic                              | Favorite Latin & Global Albums               | Venceu    | [ 16 ]        |
| 2021 | AllMusic                              | AllMusic Best of 2021                        | Venceu    | [ 17 ]        |
| 2021 | MTV Millennial Awards Brasil          | Álbum ou EP do Ano                           | Indicado  | [ 18 ]        |
| 2021 | Prêmio Multishow de Música Brasileira | Música do Ano (por "Calma")                  | Indicado  | [ 18 ]        |
| 2022 | Prêmio Multishow de Música Brasileira | Capa do Ano                                  | Indicado  | [ 19 ] [ 20 ] |
| 2022 | Grammy Latino                         | Melhor Álbum de Música Popular Brasileira    | Indicado  | [ 21 ]        |
| 2022 | Grammy Latino                         | Melhor Canção Brasileira (por "Vento Sardo") | Venceu    | [ 21 ]        |